# Girls be bad
YouTube
Girls be bad（ガールズ ビー バッド）は、松隈ケンタが初めてプロデュースする日本の4人組ガールズグループ。2024年8月にデビュー。略称は「GBB（ジービービー）」。レーベルはBAD KNee。「ゆるく、ロックに、世界を目指す！」をモットーに活動している。
ファンの総称は「おまえさん」。

## 来歴
福岡県久留米市出身である松隈ケンタは、「地元福岡から全国で活躍できるグループをいちから育てたい」という長期の構想を持っており、自らスカウトとオーディションを行いメンバーを選定した。選考では、歌唱力やダンスよりも「自分を持っているか」「表現したいものがあるか」といった熱量が重視された。
2024年7月21日、いずれも九州出身・福岡在住である蝶（ちょう）、りんか、まりか、あやかの4名がメンバーに選出され、同年8月1日に1曲目の楽曲とミュージックビデオを公開しデビューした。
デビュー日の8月1日から同月16日まで16日間連続でミュージックビデオのゲリラ公開を行った。7日目時点で発表済みの6曲のミュージックビデオの総再生回数は70万回を超え、さらに1ヶ月以内に250万回を突破した。連続リリースの最終日にあたる8月16日には「GBB DEBUT ONE MAN LIVE『ポジティブに、自由に、GBB。』」を開催し、ステージデビューした。
2024年11月28日から12月30日まで、クラウドファンディングプラットフォーム「うぶごえ」にて「Girls be badとおまえさんで創るプロジェクト」を実施した。ファンと一緒に新曲およびミュージックビデオの制作することを目的としたこのプロジェクトは、開始からわずか4分16秒で目標金額100万円を達成。その後も支援が続き、最終的には331万9,781円を集め、達成率は331%に達した。支援者数は163人にのぼり、プロジェクトはAll-in方式で運用された。リターン（返礼品）としては、MVエキストラ参加権、支援者限定ミニライブ観覧、オリジナルグッズのほか、Girls be badの楽曲プロデュースを手がける松隈ケンタのレコーディング現場に立ち会い、実際の制作プロセスを間近で体験できるプランが用意され、特にこの“レコーディング参加体験”は高い人気を集めた。
2025年3月4日、楽曲「ダイヤモンドクロニクルズ」が福岡ソフトバンクホークスの公式中継テーマソングに選ばれたことが発表された。同楽曲はパ・リーグ開幕戦に合わせて3月28日に配信リリースされ、スポーツライブ+の「HAWKS プロ野球中継」ほかホークスの試合中継番組にてオンエアが開始された。

## 音楽性とスタイル
- 主な作詞作曲は松隈ケンタ。
- 音楽ジャンルとしてはパンクロックやメタル調、ムーディなどで、「ドライブ感のあるアグレッシブなサウンド」が特徴である[5]。
- 楽曲テーマは「夢」「挑戦」「友情」などである[11]。
- メンバーはプロデューサーのことを”アニキ”と呼んでいる。[12]
- 結成当初から、実在する有名ロックバンドをオマージュしたバンド演奏形式の映像を多く制作している。そのため、実際に演奏するガールズバンドであると誤解されることも多くラジオ番組などではパーソナリティから「本当に演奏しているのか」と尋ねられる場面もしばしばあり、メンバーは「弾いている“ふり”です」と笑いを交えて応じるなど、ユーモアをもって対応している。実際演奏ができるのはあやか(ドラム)、まりか（ギター）の2名のみである。
- かつて松隈ケンタが手がけていたBiSHへのリスペクトを公言しており、グループとしては「”アニキ”を東京ドームに連れて行く」というスローガンを掲げ、BiSHが解散ライブを行った聖地でのワンマン実現を大きな目標にしている。[13]

### ライブ・パフォーマンス
- 小物（シャボン玉、モデルガンなど）を自由に用いる演出が特徴[5]。
- メンバーがステージ上のテーブルから小道具を選びパフォーマンスする通称「イロモネア方式」の演出も行われる。
- ヘリウムガスで声を変える、寸劇を行う、即興MC合戦をするなど独自の演出を行う。
- アイドル的な要素を否定しつつ、ライブ後にはチェキ撮影会を行っており「ゆるくアイドル寄り」とも言われる。

## メンバー
| 名前         | 担当           | 出身           |
| ------------ | -------------- | -------------- |
| 蝶（ちょう） | クール担当     | 大分県日田市   |
| りんか       | リーダー担当   | 福岡県福岡市   |
| まりか       | マシュマロ担当 | 佐賀県武雄市   |
| あやか       | 元気娘担当     | 福岡県久留米市 |

生年月日は非公開。

## 略年譜

### 2024年
- 8月1日 - ゲリラデビュー発表。デビュー曲「それじゃあ またね」のMVをYouTubeでゲリラ公開[5]。以降16日間連続で新曲MVを公開し、YouTube総再生回数が1か月で250万回を突破[2]。
- 8月16日 - GBB DEBUT ONE MAN LIVE「ポジティブに、自由に、GBB。」[8]
- 9月8日 - 1stアルバム『sixteen's mind』リリース（全16曲収録）。当日のiTunes J-POPチャートで10位[2]。
- 10月 - 全国4都市を巡る初のワンマンツアー「GBB -SIXTEEN'S MIND TOUR-」開催[7]。全会場のチケットは1時間でソールドアウト[2]。
  - 10月6日 - 東京 Loft X Koenji
  - 10月12日 - 愛知 DAYTRIVE
  - 10月13日 - 大阪 MUSE BOX
  - 10月14日 - 福岡 culture spot BAD KNee LAB.
- 12月 - 目黒鹿鳴館（30日、東京）およびDRUM SON（29日、福岡）で「GBB -SIXTEEN'S MIND TOUR-」追加公演を実施[14]。目黒鹿鳴館ではロックオマージュとしてX JAPANの楽曲「X」のカバーを披露した[15]。

### 2025年
- 2月8日 - 「Girls be bad SIXTEEN'S PLACE TOUR ～G(頑張らんと) B(勉強) B(不足だぞ) 対バンツアー～」 を開始。全16か所のライブハウスを回る対バン形式の全国ツアーで、4月12にちまで続いた[5]。
- 3月28日 - 新曲「ダイヤモンドクロニクルズ」リリース。福岡ソフトバンクホークスの2025年公式中継テーマソングに起用。 MVはメンバーが軽音部員役として制服姿で登場する「学園モノ」で、校舎ロケが行われた[16]。

## 出演

### TV
- テレビ西日本『ミライへの1minutes』（2024年12月1日）[17]

### ラジオ
- CROSS FM『BAD KNee RADIO!!』（2024年8月 - 、毎週木曜生放送）
メンバーが週替わりで2名ずつ出演している[18]。

## ディスコグラフィ

### シングル
| 発売日        | タイトル                 | 備考                                         |
| ------------- | ------------------------ | -------------------------------------------- |
| 2025年3月28日 | ダイヤモンドクロニクルズ | 福岡ソフトバンクホークス公式中継テーマソング |

### アルバム
| 発売日       | タイトル                                         | 収録曲 |            |
| ------------ | ------------------------------------------------ | --- | ---------- |
| 2024年9月8日 | sixteen's mind                                   | \| # \| タイトル \| 作詞 \| 作曲・編曲 \| \| --- \| ------------------------------------------------ \| ---- \| ---------- \| \| 1. \| 「歓びの歌」 \| \| \| \| 2. \| 「ビリビリドッチボー」 \| \| \| \| 3. \| 「アブダビGO」 \| \| \| \| 4. \| 「涙の雨よフレ」 \| \| \| \| 5. \| 「感情ってもんは身勝手で暴れ出す寄生虫みたいさ」 \| \| \| \| 6. \| 「結局人間は」 \| \| \| \| 7. \| 「あなたを探す旅に出る」 \| \| \| \| 8. \| 「Born - que - Bong !!」 \| \| \| \| 9. \| 「試してみようか」 \| \| \| \| 10. \| 「僕のイノセンス」 \| \| \| \| 11. \| 「ココロノナカ」 \| \| \| \| 12. \| 「クラッシュ&ランデブー」 \| \| \| \| 13. \| 「何年たってもおわらない」 \| \| \| \| 14. \| 「湾岸高速2号線から」 \| \| \| \| 15. \| 「青いカナリヤ」 \| \| \| \| 16. \| 「それじゃあ またね」 \| \| \| |            |
|              |                                                  | |            |
| #            | タイトル                                         | 作詞 | 作曲・編曲 |
| 1.           | 「歓びの歌」                                     | |            |
| 2.           | 「ビリビリドッチボー」                           | |            |
| 3.           | 「アブダビGO」                                   | |            |
| 4.           | 「涙の雨よフレ」                                 | |            |
| 5.           | 「感情ってもんは身勝手で暴れ出す寄生虫みたいさ」 | |            |
| 6.           | 「結局人間は」                                   | |            |
| 7.           | 「あなたを探す旅に出る」                         | |            |
| 8.           | 「Born - que - Bong !!」                         | |            |
| 9.           | 「試してみようか」                               | |            |
| 10.          | 「僕のイノセンス」                               | |            |
| 11.          | 「ココロノナカ」                                 | |            |
| 12.          | 「クラッシュ&ランデブー」                        | |            |
| 13.          | 「何年たってもおわらない」                       | |            |
| 14.          | 「湾岸高速2号線から」                            | |            |
| 15.          | 「青いカナリヤ」                                 | |            |
| 16.          | 「それじゃあ またね」                            | |            |